# Ana Laura
Ana Laura Chávez (Brownsville, Texas, 18 de febrero de 1986) es una cantante estadounidense de música cristiana, cuyo tema «Completely» fue nominado para un Premio Dove en la categoría de Canción inspiradora grabada del año en 2006.

## Carrera
Ana Laura se desempeñó por ser una gran cantante en la música cristiana siendo ella un cantante de notas altas para una contralto. Comenzó a cantar cuando tenía tres años de edad, y sus padres decidieron inscribirla en clases de piano y voz. Ganó el Christian Music Talent Search, y por lo tanto se le adjudicó un contrato con Provident Group Label, disquera con la cual lanza su álbum debut.

## Vida personal
Hija de Ariel Chávez, residente de Brownsville, Ana Laura ha dicho que "el español es mi lengua materna. Quiero ser capaz de cantar mis canciones a mis familiares que hablan español".

## Discografía
- Ana Laura (2006)
- Feliz (2009)

## Nominaciones
| Año  | Premio      | Categoría                           | Trabajo nominado | Resultado |
| ---- | ----------- | ----------------------------------- | ---------------- | --------- |
| 2006 | Premio Dove | Canción inspiradora grabada del año | «Completely»     | Nominada  |